# 서울남부초등학교
서울남부초등학교는 대한민국 서울특별시 관악구 신사동에 있는 공립 초등학교로, 1985년 10월 8일에 개교하여 현재에 이른다.

## 학교 연혁
- 1985년 10월 8일 서울남부국민학교 개교
- 1996년 3월 1일 서울남부초등학교로 교명 개칭
- 2016년 3월 1일 : 서울형 혁신학교 재지정[2]
- 2025년 10월 8일 : 개교 40주년

## 참고 자료
- 서울남부초등학교 - 한국교육학술정보원 학교알리미